# RIKEN
Институт физико-химических исследований (яп. 理化学研究所 Rikagaku Kenkyūsho), сокр. RIKEN (яп. 理研) — крупный научно-исследовательский институт в Японии. Почти полностью финансируется правительством Японии, годовой бюджет — около ¥100 млрд ($750 млн, 2023).
Основные направления исследований — физика, химия, биология, медицина, технические науки и информатика.
Штаб-квартира расположена в Вако, в состав входит несколько институтов по всей Японии: в Вако, Цукубе, Хариме, Йокогаме, Кобе; есть несколько зарубежных подразделений: исследовательские центры при лаборатории Резерфорда — Эплтона (Чилтон, Великобритания) и Брукхейвенской национальной лаборатории (США), центр нейронаук при Массачусетском технологическом институте (США), сингапурский и пекинский офисы.

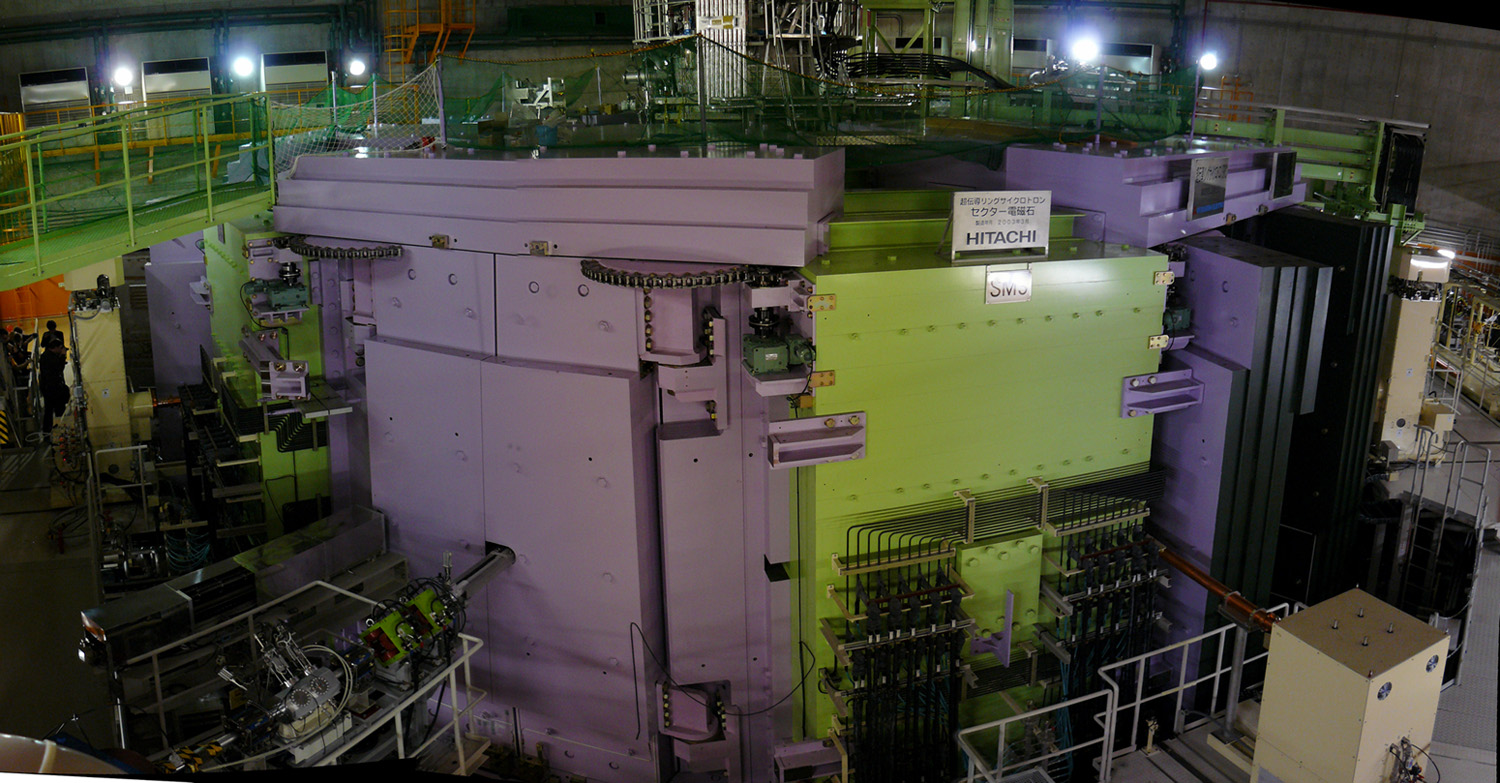
Сверхпроводящий циклотрон SRC

Крупнейшие исследовательские установки:
- Фугаку — японский суперкомпьютер, названный в честь альтернативного книжного названия горы Фудзи, установлен в Центре вычислительных наук Института физико-химических исследований (RIKEN) в Кобе, Япония. В июне 2020 года стал самым быстрым суперкомпьютером в мире в рейтинге Top500. Впервые в истории занял первое место во всех основных суперкомпьютерных рейтингах — Top500, LINPACK, HPCG[англ.], HPL-AI и Graph500[2].  Официально введён в эксплуатацию 9 марта 2021 года, хотя отдельные компоненты компьютера начали работу в июне 2020 года.[3] Это первый суперкомпьютер на базе ARM, который занял первое место в Top500. Производительность Фугаку (442,01 петафлопс) превосходит совокупную производительность идущих за ним следом 4 суперкомпьютеров (399,7146 петафлопс) или почти 5 суперкомпьютеров (461,1591 петафлопс) из списка Top500 и на 45 % превосходит производительность всех остальных суперкомпьютеров из первой десятки списка в суперкомпьютерном рейтинге HPCG[4].;
- SPring-8 — источник синхротронного излучения на базе электронного синхротрона на энергию 8 ГэВ (Харима);
- SACLA XFEL (англ. X-ray Free Electron Laser) — рентгеновский лазер на свободных электронах.
- RIBF (Radioactive Isotope Beam Factory) — ускорительный комплекс циклотронов и синхротронов для производства и изучения короткоживущих изотопов (Центр Нисина, Вако).

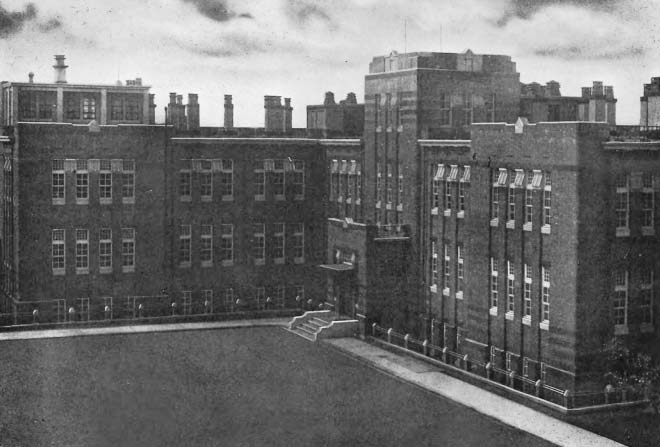
Здание RIKEN в период Тайсё (1912—1926 годы)

Инициативу по созданию крупного научно-исследовательского центра высказал в 1913 году Ёкити Такаминэ, в 1915 году парламент Японии утвердил решение о создании центра. Открыт в марте 1917 года. В 1927 году директор Масатоси Окоти создал дзайбацу «Концерн RIKEN» (яп. 理研コンツェルン).
Президенты:
- Харуо Нагаока (яп. 長岡治男; 1958—1966)
- Акабори, Сиро (1966—1970)
- Тосио Хосино (яп. 星野敏雄; 1970—1975)
- Синдзи Фукуи (яп. 福井伸二; 1975—1980)
- Миядзима Тацуоки (яп. 宮島龍興; 1980—1988)
- Минору Ода (1988—1993)
- Акито Арима (1993—1998)
- Сюнъити Кобаяси (яп. 小林俊一; 1998—2003)
- Рёдзи Ноёри (2003—2015)
- Хироси Мацумото[англ.] (2015—2022)
- Макото Гоноками[англ.]  (с 2022)